# Блок Альтернатива
Блок Альтернатива (рум. Blocul Alternativa или Blocul Politic Alternativa) — избирательный блок, созданный в 2025 году действующим мэром Кишинёва Ионом Чебаном, кандидатом в президенты на выборах 2024 года Александром Стояногло, бывшим премьер-министром Ионом Кику и бывшим депутатом Марком Ткачуком. Политическое объединение позиционирует себя как проевропейское и считает европейскую интеграцию и реинтеграцию Приднестровья главными целями для Республики Молдова. 

## Состав
| Участник блока                         | Идеология                                                            | Мест в Парламенте |
| -------------------------------------- | -------------------------------------------------------------------- | ----------------- |
| Национальное Альтернативное Движение   | Левоцентризм: Социал-демократия, проевропеизм                        | 1 из 101          |
| Гражданский конгресс                   | Левые: Демократический социализм, прогрессивизм                      |                   |
| Партия развития и консолидации Молдовы | Центризм: Христианская демократия, социал-консерватизм, проевропеизм |                   |
| Александр Стояногло                    | Право-центризм                                                       |                   |

На данный момент лидер в блоке де-факто отсутствует. Заявлено принятие решений всеобщим консенсусом .

## Позиции
Блок позиционирует себя как проевропейский, выступая против объединения Молдовы и Румынии. Однако, несмотря на эту позицию, блок заявил что блок открыт для любого типа диалога со всеми политическими партиями, с целью консолидации усилий профессионалов в интересах большинства граждан.
Относительно названия блока, представители блока заявляют что являются альтернативой как по отношению к представителям власти, так и альтернативой по отношению к оппозиционным силам Республики Молдова в их текущем состоянии. 
"Чтобы не было интерпретаций, мы выступаем за европейскую интеграцию как главную цель страны, говорим и пишем на румынском языке, знаем, что на Востоке идет война и агрессия против Украины, а наше внимание должно быть сосредоточено на нуждах людей, наших граждан", — Ион Чебан.
"Мы — те самые политики, которые предлагают молдавскому политическому классу привыкать к тому, что политическая власть и политики должны отражать интересы большинства народа, а большинство в Республике Молдова, как и в любой другой стране, это в первую очередь пожилые, женщины и дети. И в интересах этого большинства и создается наша "Альтернатива", — Марк Ткачук.
7 февраля 2025 года Александр Стояногло, Марк Ткачук, Ион Кику и Ион Чебан, подписали соглашение об учреждении политического блока Альтернатива. В тексте подписанного соглашения участники блока заявили, что нацелены на следующие цели: 
- Укрепление взаимной координации по утверждению и совместному выдвижению важнейших проектов в сфере государственного, социально-экономического и гуманитарного развития;
- Укрепление взаимной координации по выработке совместной политики в сфере мирного, долговременного и окончательного решения приднестровской проблемы; выдвижение проекта «Кишинев-Тирасполь: совместное движение к общим целям развития»;
- Укрепление взаимной координации в выработке проекта ответственного нейтралитета и прочных международных гарантий обеспечения безопасности Республики Молдова;
- Укрепление и расширение взаимной координации с партиями-партнерами из стран Европейского союза и корректному информированию граждан страны о преимуществах ответственного и компетентного европейского выбора;
- Координацию в совместном отстаивании демократических и социальных прав граждан, включая их конституционное право на свободные выборы;
- Организацию совместных политических мероприятий и общих медийных платформ;
- Совместное обсуждение и выдвижение общих кандидатов в рамках предстоящих избирательных кампаний, согласно принципов и критериев, согласованных путём консенсуса.

Лидеры блока Альтернатива критично относятся к партии ПДС, считают евроинтеграционную политику этой партии чуждой европейским ценностям, раскалывающей общество, а также выстроенной вокруг "культа личности" Майи Санду.
Члены блока также критично относится к партиям, связанным с деятельностью Илона Шора, и отказываются с ними сотрудничать. Марк Ткачук ранее заявлял, что между политическими силами Майи Санду и Илана Шора в Республике Молдова сложился "гибридный режим" взаимовыгодного сотрудничества. По заявлениям Иона Кику, «Блок Альтернатива открыт для всех граждан Республики Молдова и для всех политических формирований, кроме тех кто входят в криминальную сеть PAS или ȘOR».
Представители блока Альтернатива также придерживаются позиции о том, что партия ПСРМ создала негласную коалицию с представителями партии ПДС в органах местного самоуправления Республики Молдова, после Всеобщих местных выборов 2023 года.

## Реакции
СМИ по-разному оценивают Блок Альтернатива - как центристский или как левоцентристский, и по мнению некоторых, он стремится занять политическое пространство, которое ранее занимала Демократическая партия Молдовы до её электорального краха на досрочных парламентских выборах 2021 года.
Игорь Гросу лидер правящей партии Действия и Солидарности, обвинил блок в пророссийской позиции. Тем временем лидер Блока Альтернатива Ион Чебан обвинил ПДС в том, что она делает недостаточно для вступления Молдовы в Европейский союз.
Игорь Додон, председатель оппозиционной партии Социалистов Республики Молдова, приветствовал создание блока в качестве альтернативы ПДС для проевропейского и прорумынского электората, подтвердив при этом, что он и его партия выступает против этих позиций.
Тудор Ульяновский, лидер Европейской социал-демократической партии (ранее известной как Демократическая партия Молдовы), заявил, что его партия не была приглашена и что, «важно видеть действия, а не только заявления». Ранее ЕСДП и партия Национального Альтернативного Движения планировали объединиться.

## Парламентские выборы 2025
20 июня 2025 года политический блок Альтернатива подал документы на регистрацию в ЦИК Республики Молдова в качестве избирательного блока для участия в Парламентских выборах от 28 сентября 2025 года.